# Bianco Luno
 For alternative betydninger, se Bianco Luno (flertydig). (Se også artikler, som begynder med Bianco Luno)
Christian Peter Bianco Luno (24. juni 1795 i Randers – 14. august 1852 i København) var en dansk bogtrykker.
Luno var søn af toldkasserer og konsumtionsforvalter Jens Luno og Elisabeth Charlotte, født Boeck. Faderen døde allerede 1796, og efter en urolig barndom, der en tid førte ham til København, hvor hans moders morbroder, vinhandler Chr. P. Bianco, boede, kom han 1811 i bogtrykkerlære i Ålborg. Her stod han 1816 som udlært trykker, og 1817 rejste han nu over København til udlandet, hvor han forblev i 11 år. Han besøgte Tyskland, Schweiz, Italien og Ungarn, og overalt skaffede hans dygtighed og livlighed ham frem.
1828 kom han som erfaren trykker tilbage til København og var nu så heldig 1831 at få privilegium til et nyt bogtrykkeri, hvad der dengang var en sjældenhed. Da han stod uden midler, associerede han sig med typograf F.W. Schneider, og i efteråret samme år blev da bogtrykkeriet "Bianco Luno & Schneider" åbnet som det første danske virkelig systematisk ordnede bogtrykkeri. Det gjorde herved epoke og arbejdede sig efterhånden op til at blive et af de ledende danske bogtrykkerier, hvad der fremskyndedes derved, at daværende professor Nathan David, efter at interessentskabet med Schneider var løst i 1837, tilførte bogtrykkeriet den nødvendige kapital og en hel del arbejde. "Bianco Lunos Bogtrykkeri" vedblev i sit materiel, sin behandling af arbejdet, sit lokale og sit forhold til arbejderne at
være et mønstertrykkeri. 1847 blev Luno udnævnt til hofbogtrykker.
Luno var gift to gange:
1. 1838 med Laura, født Anger, der døde året efter
2. 13. april 1850 med Charlotte, født Kjær (død 7. november 1889)

Begravet på Assistens Kirkegård.
Bianco Lunos Allé er opkaldt efter ham og løber parallelt med Bülowsvej ensrettet fra Grundtvigsvej til Gammel Kongevej på Frederiksberg.